# I'll be back
Pour les articles homonymes, voir I'll be back (homonymie).
I'll be back (« Je reviendrai » en français) est une phrase fétiche associée généralement à l'acteur américain Arnold Schwarzenegger, qui l'utilisa pour la première fois dans le film Terminator (1984) de James Cameron. Dans le script original, la réplique avait été écrite « I will be back » sans la contraction « I'll »,.

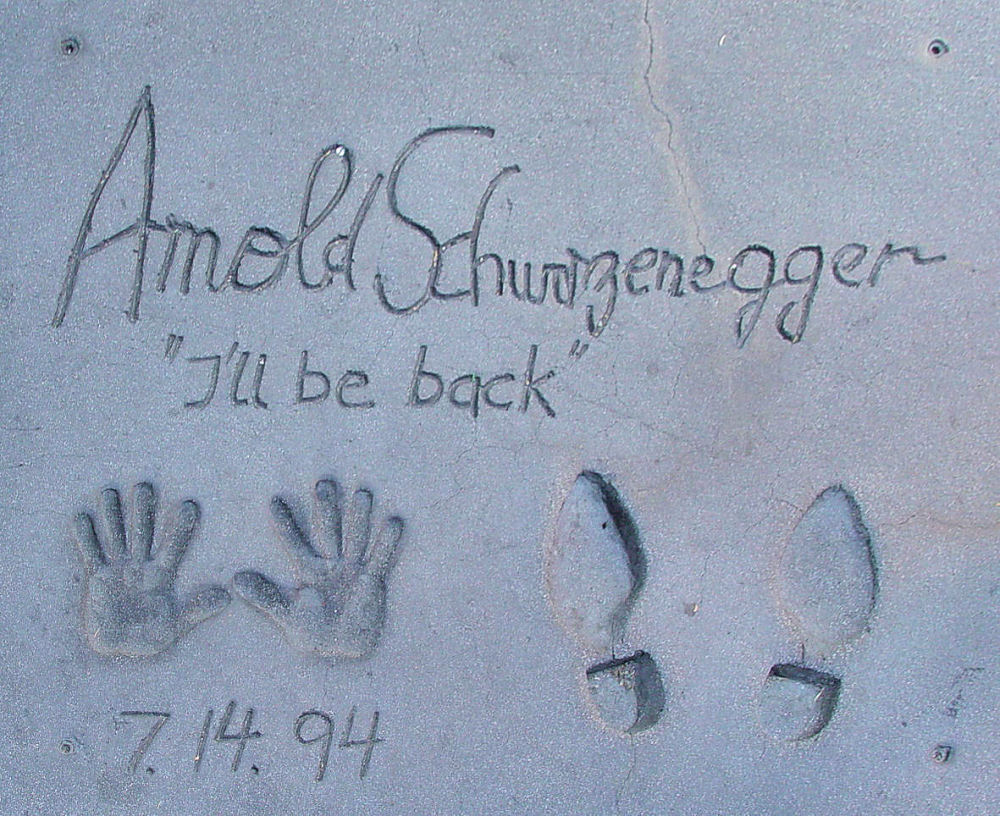
Mention de la phrase I'll be back sur la plaque d'Arnold Schwarzenegger devant le Grauman's Chinese Theatre à Los Angeles.

Par la suite, Arnold Schwarzenegger utilisa cette phrase (avec diverses variantes) dans plusieurs de ses films ultérieurs. Il a également utilisé la réplique en dehors du monde du cinéma, notamment lors de ses discours publics tenus dans le cadre de ses fonctions de gouverneur de Californie,.
En 2005, cette phrase est classée à la 37e position de la liste AFI's 100 Years... 100 Movie Quotes réalisée par l’American Film Institute.

## Histoire
La réplique est utilisée pour la première fois par Arnold Schwarzenegger dans le premier Terminator (1984), après que son personnage, un assassin cybernétique (le robot T-800), se voit refuser l'accès au poste de police où s'est réfugiée sa cible, Sarah Connor. Le Terminator prend quelques secondes pour observer la structure du mur protégeant l'accueil du commissariat, puis dit à l'officier de police de permanence, qui lui refuse l'entrée : « I'll be back » (sur un ton nonchalant et calme), avant de revenir une minute plus tard au volant d'une voiture, défonçant l’entrée du commissariat en passant à travers la guérite, massacrant ensuite la trentaine de policiers présents dans l'édifice.
Dans un entretien accordé en 2012 à l'émission américaine Good Morning America, Schwarzenegger se souvient qu'il avait eu à l'époque de la difficulté à prononcer correctement le terme « I'll » et qu'il avait demandé en conséquence au réalisateur James Cameron si la phrase pouvait être changée en « I will be back ». Cameron refusa, lui disant que la scène serait filmée plus d'une fois, et que la meilleure prise serait gardée pour le film. Schwarzenegger put ainsi faire plusieurs variantes de la réplique.

## Variantes
Des variations de la réplique ont été faites par Schwarzenegger dans plusieurs films subséquents.

### Dans la sérieTerminator
- Terminator (1984) – I'll be back, dite par le T-800 après que l'accès au poste de police lui a été refusé. Le personnage revient en conduisant une voiture à travers la porte d'entrée.
  - Schwarzenegger a affirmé par la suite qu'il n'avait pas trop réfléchi à la réplique à l'époque du film. Le réalisateur James Cameron, quant à lui, affirme, dans les compléments du DVD, qu'il s'attendait à ce que la réplique fasse rire lors de revisionnages, quand l'on sait ce que le personnage entend par là. Il a été surpris de voir le succès de cette dernière auprès des premières audiences, qui ont saisi assez rapidement le caractère violent du personnage et qui ont anticipé les lourdes conséquences qu'impliquait la remarque de prime abord nonchalante.
  - Dans le roman The Terminator de Shaun Hutson (en), adaptation du script du film, le personnage dit I'll come back plutôt que I'll be back[7].
- Terminator 2 : Le Jugement dernier (1991) – Stay here, I'll be back. (à 1:53:47). La phrase est dite par le T-800 à Sarah et John Connor lors de l'évasion de l'édifice de Cyberdyne. Le personnage revient en conduisant un camion à travers la porte avant afin de secourir les humains coincés à l'intérieur.
- Terminator 3 : Le Soulèvement des machines (2003) – She'll be back, dite par le T-800 à propos de son ennemi le T-X. Plus loin, il dira I'm back! après être sorti des restes d'un hélicoptère qu'il a fait s'écraser dans un bunker militaire. I'm back réfère également au moment où il redevient loyal aux Connor, après avoir été « corrompu » par le T-X.
- Terminator Renaissance (2009) – I'll be back, dite par John Connor en réponse à sa femme Kate Brewster, qui lui demandait : « Qu'est-ce que je vais dire à tes hommes quand ils découvriront que tu es parti ?[trad 1]. »
- Terminator Genisys (2015) - I'll be back, dite par le T-800 à Sarah Connor avant de sauter de l'hélicoptère pour plonger sur celui de John Connor, corrompu par Skynet.
- Terminator: Dark Fate (2019) : Sarah Connor dit I'll be back au Terminator, tandis que celui-ci lui affirme I won’t be back[8].

### Dans d'autres films
« – Je reviendrai... Ha ! Tu ne te doutais pas que j'allais dire ça hein ?!?
– Tu dis toujours ça.
– Vraiment ?
– Tout le monde s'attend à ce que tu le dises. C'est comme ta carte de visite. »

— dialogue entre Jack Slater (Arnold Schwarzenegger) et Danny Madigan (Austin O'Brien) dans le film Last Action Hero (1993).
Arnold Schwarzenegger a aussi utilisé cette réplique dans plusieurs des autres films auxquels il a joué :
- Commando (1985) – I'll be back, Bennett!, dite par le personnage principal à son ennemi Bennett (Vernon Wells), juste avant d'être mis contre son gré dans un avion. Bennett répond « Je serai prêt John[trad 3]. »
- Le Contrat (1986) – I'll be right back (à 1:14:02), dite par Mark Kaminski (Schwarzenegger) à Max Keller.
- Running Man (1987) – Killian, I'll be back, dite à l'animateur Damon Killian (Richard Dawson), qui ne s'attend pas à ce que le personnage de Schwarzenegger survive au tournage. Killian réplique « seulement en rediffusion[trad 4]. »
- Jumeaux (1988) – If you're lying to me, I'll be back! (« Si tu me mens, je reviendrai ! ») (à 0:58:40-43), dite au docteur qui a dirigé l'expérience ayant mené à la création du personnage.
- Un flic à la maternelle (1990) – I'm back!, dite lors de la scène finale à la classe de maternelle alors que le personnage est sorti de l’hôpital.
- Last Action Hero (1993) – La phrase est utilisée à trois reprises : I'll be back.... Ha! You didn't know I was going to say that, did you?!? (« Je reviendrai...Ha ! Tu ne te doutais pas que j'allais dire ça hein ?!? », à 0:40:56-0:41:01), dite par Jack Slater (Schwarzenegger) à l'enfant Danny Madigan. Ce dernier réplique « Tu dis toujours ça. [...] Tout le monde s'attend à ce que tu le dises. C'est comme ta carte de visite ».
La deuxième fois, la réplique est dite par Madigan, qui coupe Slater en disant I'll be back. I know. I know. (« Je reviendrai, je sais, je sais. », à 0:46:10-11).
La troisième fois, Ripper dit la phrase à Slater (à 1:44:45-49). Slater répond The hell you will.
- Junior (1994) – It's nice to be back…, dite par le personnage lorsqu'il rentre à la maison.
- La Course au jouet (1996) – I'll be back with the doll later… (« Je reviendrai avec la poupée plus tard... »), dite par le personnage à sa femme.
- À l'aube du sixième jour (2000) – Le personnage dit à un vendeur I might be back. Ce dernier réplique « Oh, you'll be back. »
- Expendables 2 : Unité spéciale (2012) – Trench Mauser (Schwarzenegger) dit « I'm back » alors qu'il porte secours à l'équipe piégée dans une mine. Plus tard, lors de l'échange de coups de feu final, il dit I'm out, I'll be back (Je suis à court [de munitions], je reviendrai) à Mr. Church (Bruce Willis), qui lui répond You've been back enough. I'll be back. (« Tu es suffisamment revenu. Je reviendrai. »). Mauser réplique par Yippee-ki-yay, la phrase culte du héros de la série Die Hard John McClane, interprété par Willis. (Dans la suite de la scène, Bruce Willis revient en conduisant un véhicule destiné au transport de bagages entre l'aéroport et les avions, à propos duquel Arnold Schwarzenegger dit que " my shoe is bigger than this car " (ma chaussure est plus grande que cette voiture) en référence à son gabarit.